# Jørn West Larsen
Jørn West Larsen (født 12. juni 1955) er en tidligere dansk fodbolddommer.
Han dømte i Superligaen fra 1994 til 2001, hvor det i alt blev til 115 kampe. Han debuterede i Superligaen den 17. april 1994 i kampen mellem Lyngby FC og Ikast FS, der endte 1-2.
I 2001 valgte han at indstille sin aktive dommerkarriere, da han stadig havde probelmet med en knæskade efter en operation i december 2000.
Efter karrierestoppet er Jørn West Larsen blevet en del af Dansk Boldspils-Unions elitedommergruppe, der står for oprykning af dommere i Superligaen, 1. division og 2. division.
Jørn West Larsen er i øvrigt uddannet folkeskolelærer i dansk og tysk ved Blaagaard Seminarium i 1981, og har både sideløbende med sin dommerkarriere og efterfølgende virket som skoleinspektør; først som viceinspektør på Gladsaxe Skole fra 1991 til 1996, siden som inspektør på Marielyst Skole i Søborg fra 2001 til 2009 og senest på Hellerup Skole, hvor han har været inspektør siden 2009.